# Marattia cristata
Marattia cristata là một loài dương xỉ trong họ Marattiaceae. Loài này được J.Sm. mô tả khoa học đầu tiên năm 1856.
Danh pháp khoa học của loài này chưa được làm sáng tỏ. 